# Jörg Ludewig
Jörg Ludewig (Halle, 9 settembre 1975) è un ex ciclista su strada tedesco, professionista dal 1999 al 2007.

## Palmarès

### Strada
- 1999 (Gerolsteiner, due vittorie)

6ª tappa Wyścig Solidarności i Olimpijczyków
1ª tappa Tour de l'Avenir (Plumelec > Plumelec)
- 2001 (Saeco, una vittoria)

1ª tappa Bayern Rundfahrt (Pfarrkirchen > Pfarrkirchen)
- 2007 (Team Wiesenhof-Felt, una vittoria)

4ª tappa Tour of Qinghai Lake (Xihaizhen > Guide)

#### Altri successi
- 1997 (EC-Bayer)

Criterium Bunde
- 2002 (Saeco-Longoni Sport)

Criterium Herford
- 2005 (Domina Vacanze)

Sparkassen Cup-Schwenningen
Criterium Son Servera
Criterium Hamm
Rund um den Kurpark

## Piazzamenti

### Grandi Giri
- Giro d'Italia

2006: 51º
- Tour de France

2003: 38º
2004: 55º
2005: 38º
- Vuelta a España

2000: ritirato (19ª tappa)
2001: 85º

### Classiche monumento
- Milano-Sanremo

2005: 74º
- Giro delle Fiandre

2000: ritirato
2001: ritirato
2002: ritirato
2003: ritirato
2004: 14º
2004: ritirato
2007: 54º
- Parigi-Roubaix

2000: fuori tempo massimo
2001: ritirato
2002: ritirato
2003: ritirato
2004: 46º
2007: 50º
- Giro di Lombardia

2000: 43º

### Competizioni mondiali
- Campionati del mondo

Plouay 2000 - In linea Elite: 83º